# José Nicolás González
José Nicolás González  (Embarcación (Salta), 24 de febrero de 1999) es un futbolista profesional que actualmente se desempeña como delantero en el Club Defensores Unidos de la Segunda División de Argentina

## Trayectoria

### Inferiores
Con un paso por las inferiores de Mitre y Racing de Avellaneda, González llegó a Defensa y Justicia para debutar en 2020.

### Defensa y Justicia
Inició su carrera profesional en Defensa y Justicia, donde disputó 8 partidos, incluyendo uno en la Copa Libertadores.

### Villa Dálmine
Formó parte de club Villa Dálmine durante un período, disputando 28 partidos y marcando 1 gol.

### Estudiantes de Caseros
Tuvo una etapa en Estudiantes de Caseros, donde llegó a ser titular en 11 ocasiones.

### Defensores Unidos
En 2023 llegó a Defensores Unidos luego de su temporada en Estudiantes de Caseros, donde permaneció solo una temporada.

## Estadísticas

### Clubes
- Actualizado hasta el 18 de febrero de 2019.

| Club | Div.                | Temporada           | Liga  | Liga  | Liga   | Copas Nacionales(1) | Copas Nacionales(1) | Copas Nacionales(1) | Torneos Internacionales(2) | Torneos Internacionales(2) | Torneos Internacionales(2) | Total | Total | Total  |
| Club | Div.                | Temporada           | Part. | Goles | Asist. | Part.               | Goles               | Asist.              | Part.                      | Goles                      | Asist.                     | Part. | Goles | Asist. |
| --- | ------------------- | ------------------- | ----- | ----- | ------ | ------------------- | ------------------- | ------------------- | -------------------------- | -------------------------- | -------------------------- | ----- | ----- | ------ |
| Defensa y Justicia Argentina |                     |                     |       |       |        |                     |                     |                     |                            |                            |                            |       |       |        |
| 1.ª | 2020                | 7                   | 0     | 0     | 0      | 0                   | 0                   | 1                   | 0                          | 0                          | 8                          | 0     | 0     |        |
| Total club | Total club          | 7                   | 0     | 0     | 0      | 0                   | 0                   | 1                   | 0                          | 0                          | 8                          | 0     | 0     |        |
| Villa Dálmine Argentina |                     |                     |       |       |        |                     |                     |                     |                            |                            |                            |       |       |        |
| 2.ª | 2021                | 28                  | 1     | 0     | 0      | 0                   | 0                   | -                   | -                          | -                          | 28                         | 1     | 0     |        |
| Total club | Total club          | 28                  | 1     | 0     | 0      | 0                   | 0                   | -                   | -                          | -                          | 28                         | 1     | 0     |        |
| Estudiantes de caseros Argentina |                     |                     |       |       |        |                     |                     |                     |                            |                            |                            |       |       |        |
| 2.ª | 2022                | 11                  | 0     | 0     | -      | -                   | -                   | 0                   | 0                          | 0                          | 11                         | 0     | 0     |        |
| Total club | Total club          | 11                  | 0     | 0     | -      | -                   | -                   | 0                   | 0                          | 0                          | 11                         | 0     | 0     |        |
| Defensores Unidos Argentina |                     |                     |       |       |        |                     |                     |                     |                            |                            |                            |       |       |        |
| 2.ª | 2023                | 3                   | 0     | 0     | 0      | 0                   | 0                   | -                   | -                          | -                          | 1                          | 0     | 0     |        |
| Total club | Total club          | 3                   | 0     | 0     | 0      | 0                   | 0                   | -                   | -                          | -                          | 1                          | 0     | 0     |        |
| Total en su carrera | Total en su carrera | Total en su carrera | 49    | 1     | 0      | 0                   | 0                   | 0                   | 1                          | 0                          | 0                          | 59    | 1     | 0      |
| (1) Las copas nacionales se refiere a la Copa Argentina. (2) Las copas internacionales se refiere a la Copa Sudamericana. (3) Media de goles por encuentro. No incluye goles en partidos amistosos. |                     |                     |       |       |        |                     |                     |                     |                            |                            |                            |       |       |        |